# فرودگاه شاریپوفو
فرودگاه شاریپوفو فرودگاهی عمومی واقع در شهر شاریپوفو در کشور روسیه است.